# 哈默尔恩-皮尔蒙特县
哈默尔恩-皮尔蒙特县（Landkreis Hameln-Pyrmont）是德国下萨克森州南部的一个县，首府哈默尔恩。

## 地理
哈默尔恩-皮尔蒙特县西面与北莱茵-威斯特法伦州的利珀县，北面与绍姆堡县和汉诺威地区，东面与希尔德斯海姆县，南面与霍尔茨明登县相邻。